# شیه سییی
شیه سییی (انگلیسی: Xie Siyi؛ زادهٔ ۲۸ مارس ۱۹۹۶) شیرجه‌رو اهل چین است.
او در مسابقات کشوری و بین‌المللی در مجموع برندهٔ ۷ مدال طلا، ۱ مدال نقره، ۱ مدال برنز شده‌است.